# John Part
John Part (* 29. června 1966 Toronto) je kanadský bývalý profesionální hráč šipek a komentátor. Během své kariéry se stal trojnásobným mistrem světa. Při svém debutu vyhrál mistrovství světa organizace BDO v roce 1994. Později přidal ještě dva světové tituly v PDC v letech 2003 a 2008.

## Kariéra
Šipky začal hrát v roce 1987, když dostal svůj první terč jako dárek k Vánocům. Když se v roce 1994 poprvé kvalifikoval na mistrovství světa BDO, rozhodně nepatřil mezi favority. Za celý turnaj ovšem prohrál jediný set a ve finále porazil Bobbyho George 6–0. Tímto vítězství se stal prvním neevropským mistrem světa. V dalších letech ale na tento úspěch nenavázal a přestoupil do PDC. Další vrchol kariéry přišel v roce 2003, když ve finále mistrovství světa ukončil sérii osmi titulů v řadě Phila Taylora a porazil jej 7–6 na sety. Svůj druhý titul získal o pět let později, při premiéře turnaje v Alexandra Palace v Londýně, kdy porazil senzačního finalistu, debutanta Kirka Shepherda. V současné době komentuje šipky pro stanici Sky. Od roku 2022 hraje turnaje World Seniors Darts Tour (WSDT).

## Výsledky na mistrovství světa

### BDO
- 1994: Vítěz (porazil Bobbyho George 6–0)
- 1995: 2. kolo (porazil ho Paul Williams 2–3)
- 1996: 2. kolo (porazil ho Steve Beaton 0–3)
- 1997: 2. kolo (porazil ho Roger Carter 1–3)

### PDC
- 1998: Skupina (porazil Paula Lima 3–1, porazil ho Peter Evison 2–3)
- 1999: 1. kolo (porazil ho Alan Warriner-Little 0–3)
- 2000: 2. kolo (porazil ho Dennis Smith 0–3)
- 2001: Finalista (porazil ho Phil Taylor 0–7)
- 2002: Čtvrtfinále (porazil ho Phil Taylor 0–6)
- 2003: Vítěz (porazil Phila Taylora 7–6)
- 2004: 3. kolo (porazil ho Mark Dudbridge 3–4)
- 2005: 4. kolo (porazil ho Mark Dudbridge 2–4)
- 2006: 3. kolo (porazil ho Wayne Mardle 2–4)
- 2007: 2. kolo (porazil ho Chris Mason 2–4)
- 2008: Vítěz (porazil Kirka Shepherda 7–2)
- 2009: 1. kolo (porazil ho Bill Davis 0–3)
- 2010: 2. kolo (porazil ho Kirk Shepherd 1–4)
- 2011: 1. kolo (porazil ho Per Laursen 0–3)
- 2012: Čtvrtfinále (porazil ho James Wade 4–5)
- 2013: 2. kolo (porazil ho Terry Jenkins 1–4)
- 2014: 2. kolo (porazil ho Wes Newton 0–4)
- 2015: 1. kolo (porazil ho Keegan Brown 2–3)

### WSDT
- 2022: 2. kolo (porazil ho John Walton 1–3)
- 2023: 2. kolo (porazil ho Darryl Fitton 2–3)

## Finálové zápasy

### Major turnaje BDO: 1 (1 titul)
| Výsledek | No. | Rok  | Turnaj            | Soupeř       | Skóre   |
| -------- | --- | ---- | ----------------- | ------------ | ------- |
| Vítěz    | 1.  | 1994 | Mistrovství světa | Bobby George | 6–0 (s) |

### Major turnaje PDC: 10 (3 tituly)
| Legenda                        |
| ------------------------------ |
| Mistrovství světa (2–1)        |
| World Matchplay (0–2)          |
| World Grand Prix (0–2)         |
| UK Open (0–1)                  |
| Las Vegas Desert Classic (1–1) |

| Výsledek  | No. | Rok  | Turnaj                   | Soupeř                | Skóre     |
| --------- | --- | ---- | ------------------------ | --------------------- | --------- |
| Finalista | 1.  | 2001 | Mistrovství světa        | Phil Taylor           | 0–7 (s)   |
| Finalista | 2.  | 2002 | World Matchplay          | Phil Taylor           | 16–18 (l) |
| Finalista | 3.  | 2002 | World Grand Prix         | Phil Taylor           | 3–7 (s)   |
| Vítěz     | 1.  | 2003 | Mistrovství světa        | Phil Taylor           | 7–6 (s)   |
| Finalista | 4.  | 2003 | Las Vegas Desert Classic | Peter Manley          | 12–16 (l) |
| Finalista | 5.  | 2003 | World Grand Prix         | Phil Taylor           | 2–7 (s)   |
| Finalista | 6.  | 2004 | UK Open                  | Roland Scholten       | 6–11 (l)  |
| Finalista | 7.  | 2005 | World Matchplay          | Colin Lloyd           | 12–18 (l) |
| Vítěz     | 2.  | 2006 | Las Vegas Desert Classic | Raymond van Barneveld | 6–3 (s)   |
| Vítěz     | 3.  | 2008 | Mistrovství světa (2)    | Kirk Shepherd         | 7–2 (s)   |

## Výsledky na turnajích
| Turnaj                            | 1993        | 1994           | 1995           | 1996           | 1997           | 1998        | 1999        | 2000        | 2001        | 2002           | 2003           | 2004           | 2005           | 2006           | 2007        | 2008        | 2009        | 2010           | 2011           | 2011           | 2012           | 2013              | 2014              | 2015              | 2016              | 2017              | 2018              |
| --------------------------------- | ----------- | -------------- | -------------- | -------------- | -------------- | ----------- | ----------- | ----------- | ----------- | -------------- | -------------- | -------------- | -------------- | -------------- | ----------- | ----------- | ----------- | -------------- | -------------- | -------------- | -------------- | ----------------- | ----------------- | ----------------- | ----------------- | ----------------- | ----------------- |
| Hodnocené televizní turnaje BDO   |             |                |                |                |                |             |             |             |             |                |                |                |                |                |             |             |             |                |                |                |                |                   |                   |                   |                   |                   |                   |
| Mistrovství světa                 | DNQ         | W              | 2R             | 2R             | 2R             | PDC         | PDC         | PDC         | PDC         | PDC            | PDC            | PDC            | PDC            | PDC            | PDC         | PDC         | PDC         | PDC            | PDC            | PDC            | PDC            | PDC               | PDC               | PDC               | PDC               | PDC               | PDC               |
| World Masters                     | 3R          | 3R             | 4R             | 1R             | 4R             | 2R          | 2R          | 3R          | 2R          | 2R             | PDC            | PDC            | PDC            | PDC            | PDC         | PDC         | PDC         | PDC            | PDC            | PDC            | PDC            | PDC               | PDC               | PDC               | PDC               | PDC               | PDC               |
| World Darts Trophy                | Nekonalo se | Nekonalo se    | Nekonalo se    | Nekonalo se    | Nekonalo se    | Nekonalo se | Nekonalo se | Nekonalo se | Nekonalo se | Nezúčastnil se | Nezúčastnil se | Nezúčastnil se | Nezúčastnil se | Nezúčastnil se | 2R          | Nekonalo se | Nekonalo se | Nekonalo se    | Nekonalo se    | Nekonalo se    | Nekonalo se    | Nekonalo se       | Nekonalo se       | Nekonalo se       | Nekonalo se       | Nekonalo se       | Nekonalo se       |
| International Darts League        | Nekonalo se | Nekonalo se    | Nekonalo se    | Nekonalo se    | Nekonalo se    | Nekonalo se | Nekonalo se | Nekonalo se | Nekonalo se | Nekonalo se    | Nezúčastnil se | Nezúčastnil se | Nezúčastnil se | Nezúčastnil se | RR          | Nekonalo se | Nekonalo se | Nekonalo se    | Nekonalo se    | Nekonalo se    | Nekonalo se    | Nekonalo se       | Nekonalo se       | Nekonalo se       | Nekonalo se       | Nekonalo se       | Nekonalo se       |
| Hodnocené televizní turnaje PDC   |             |                |                |                |                |             |             |             |             |                |                |                |                |                |             |             |             |                |                |                |                |                   |                   |                   |                   |                   |                   |
| Mistrovství světa                 | NH          | Nezúčastnil se | Nezúčastnil se | Nezúčastnil se | Nezúčastnil se | RR          | 1R          | 2R          | F           | QF             | W              | 3R             | 4R             | 3R             | 2R          | W           | 1R          | 2R             | 1R             | 1R             | QF             | 2R                | 2R                | 1R                | Nekvalifikoval se | Nekvalifikoval se | Nekvalifikoval se |
| UK Open                           | Nekonalo se | Nekonalo se    | Nekonalo se    | Nekonalo se    | Nekonalo se    | Nekonalo se | Nekonalo se | Nekonalo se | Nekonalo se | Nekonalo se    | 5R             | F              | 6R             | 5R             | 5R          | 5R          | 3R          | 3R             | 4R             | 4R             | 3R             | 4R                | 2R                | 1R                | DNQ               | DNQ               | QF                |
| World Matchplay                   | NH          | Nezúčastnil se | Nezúčastnil se | Nezúčastnil se | Prel.          | 1R          | 1R          | 1R          | QF          | F              | 2R             | SF             | F              | 2R             | 2R          | 2R          | 1R          | DNQ            | 1R             | 1R             | DNQ            | 1R                | Nekvalifikoval se | Nekvalifikoval se | Nekvalifikoval se | Nekvalifikoval se | Nekvalifikoval se |
| World Grand Prix                  | Nekonalo se | Nekonalo se    | Nekonalo se    | Nekonalo se    | Nekonalo se    | 1R          | RR          | QF          | QF          | F              | F              | 1R             | 1R             | 1R             | SF          | QF          | 1R          | DNQ            | 2R             | 2R             | DNQ            | 1R                | Nekvalifikoval se | Nekvalifikoval se | Nekvalifikoval se | Nekvalifikoval se | Nekvalifikoval se |
| Mistrovství Evropy                | Nekonalo se | Nekonalo se    | Nekonalo se    | Nekonalo se    | Nekonalo se    | Nekonalo se | Nekonalo se | Nekonalo se | Nekonalo se | Nekonalo se    | Nekonalo se    | Nekonalo se    | Nekonalo se    | Nekonalo se    | Nekonalo se | 1R          | 1R          | DNQ            | 1R             | 1R             | DNQ            | 1R                | Nekvalifikoval se | Nekvalifikoval se | Nekvalifikoval se | Nekvalifikoval se | Nekvalifikoval se |
| Grand Slam of Darts               | Nekonalo se | Nekonalo se    | Nekonalo se    | Nekonalo se    | Nekonalo se    | Nekonalo se | Nekonalo se | Nekonalo se | Nekonalo se | Nekonalo se    | Nekonalo se    | Nekonalo se    | Nekonalo se    | Nekonalo se    | QF          | 2R          | RR          | DNQ            | 2R             | 2R             | QF             | Nekvalifikoval se | Nekvalifikoval se | Nekvalifikoval se | Nekvalifikoval se | Nekvalifikoval se | Nekvalifikoval se |
| Players Championship Finals       | Nekonalo se | Nekonalo se    | Nekonalo se    | Nekonalo se    | Nekonalo se    | Nekonalo se | Nekonalo se | Nekonalo se | Nekonalo se | Nekonalo se    | Nekonalo se    | Nekonalo se    | Nekonalo se    | Nekonalo se    | Nekonalo se | Nekonalo se | 2R          | DNQ            | DNQ            | 1R             | DNQ            | 1R                | Nekvalifikoval se | Nekvalifikoval se | Nekvalifikoval se | Nekvalifikoval se | Nekvalifikoval se |
| Nehodnocené televizní turnaje PDC |             |                |                |                |                |             |             |             |             |                |                |                |                |                |             |             |             |                |                |                |                |                   |                   |                   |                   |                   |                   |
| Premier League Darts              | Nekonalo se | Nekonalo se    | Nekonalo se    | Nekonalo se    | Nekonalo se    | Nekonalo se | Nekonalo se | Nekonalo se | Nekonalo se | Nekonalo se    | Nekonalo se    | Nekonalo se    | 6.             | DNP            | DNP         | 8.          | 6.          | Nezúčastnil se | Nezúčastnil se | Nezúčastnil se | Nezúčastnil se | Nezúčastnil se    | Nezúčastnil se    | Nezúčastnil se    | Nezúčastnil se    | Nezúčastnil se    | Nezúčastnil se    |
| World Cup of Darts                | Nekonalo se | Nekonalo se    | Nekonalo se    | Nekonalo se    | Nekonalo se    | Nekonalo se | Nekonalo se | Nekonalo se | Nekonalo se | Nekonalo se    | Nekonalo se    | Nekonalo se    | Nekonalo se    | Nekonalo se    | Nekonalo se | Nekonalo se | Nekonalo se | QF             | NH             | NH             | 2R             | 2R                | 1R                | 1R                | QF                | 2R                | 2R                |
| Bývalé televizní turnaje PDC      |             |                |                |                |                |             |             |             |             |                |                |                |                |                |             |             |             |                |                |                |                |                   |                   |                   |                   |                   |                   |
| Las Vegas Desert Classic          | Nekonalo se | Nekonalo se    | Nekonalo se    | Nekonalo se    | Nekonalo se    | Nekonalo se | Nekonalo se | Nekonalo se | Nekonalo se | QF             | F              | SF             | SF             | W              | SF          | 1R          | SF          | Nekonalo se    | Nekonalo se    | Nekonalo se    | Nekonalo se    | Nekonalo se       | Nekonalo se       | Nekonalo se       | Nekonalo se       | Nekonalo se       | Nekonalo se       |
| Statistika                        |             |                |                |                |                |             |             |             |             |                |                |                |                |                |             |             |             |                |                |                |                |                   |                   |                   |                   |                   |                   |
| Pořadí v žebříčku na konci roku   | BDO         | BDO            | BDO            | BDO            | –              | –           | 6           | 7           | 7           | 2              | 2              | 4              | 11             | 18             | 11          | 4           | 4           | 32             | 27             | 27             | 24             | 25                | 30                | 53                | 86                | 158               | 97                |

| Legenda | Legenda | Legenda | Legenda        | Legenda | Legenda           | Legenda | Legenda     | Legenda | Legenda   |
| ------- | ------- | ------- | -------------- | ------- | ----------------- | ------- | ----------- | ------- | --------- |
| #R      | kolo    | QF      | čtvrtfinále    | SF      | semifinále        | F       | finalista   | W       | vítěz     |
| RR      | skupina | DNP     | nezúčastnil se | DNQ     | nekvalifikoval se | NH      | nekonalo se | WD      | odstoupil |

## Zakončení devíti šipkami
Seznam televizních zakončení legů devítkou, tedy nejnižším možným množstvím šipek.
| Datum             | Soupeř       | Turnaj          | Způsob                          | Odměna  |
| ----------------- | ------------ | --------------- | ------------------------------- | ------- |
| 16. červenec 2011 | Mark Webster | World Matchplay | 3 × T20; 3 × T20; T20, T19, D12 | £10 000 |